# Schoolholm
De Schoolholm is een straat in de binnenstad van Groningen. De straat loopt van het Akerkhof tot het Zuiderdiep. De straat is vernoemd naar de middeleeuwse school van de Akerk.

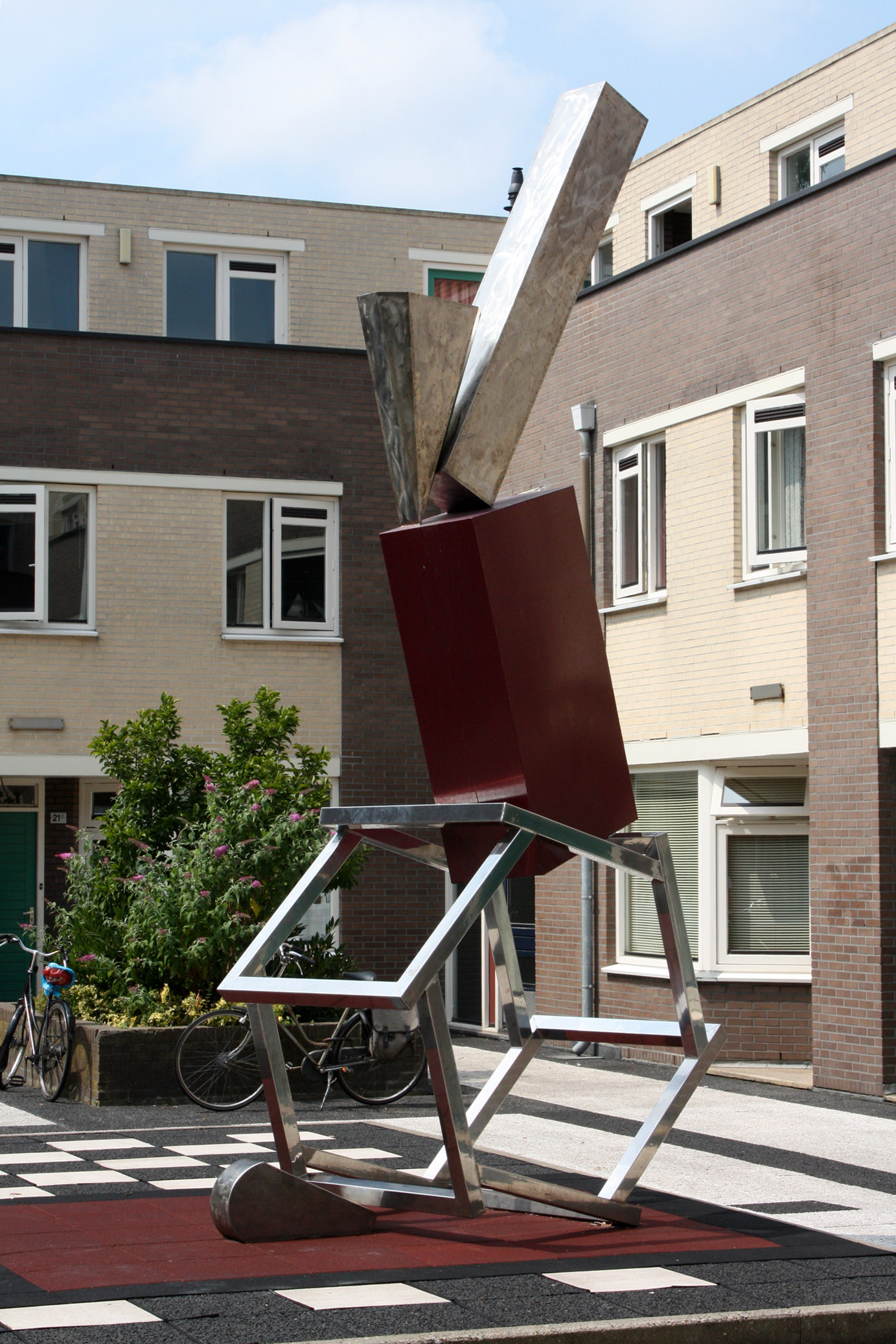

Op de binnenplaats van het nieuwbouwproject Schoolholm 17-19 staat een sculptuur,  zonder titel, van Kie Ellens. Het werd ontworpen in opdracht van de toenmalige verhuurder van het complex, Patrimonium. De nieuwe bewoners hadden enige tijd nodig om aan het werk te wennen.

## Monumenten
De Schoolholm telt acht panden die zijn aangewezen als gemeentelijke monumenten. Op de hoek met het Akerkhof staat een rijksmonument.
| Adres                                    | Bouwjaar | Beschrijving                                                     | Monument  | Foto |
| ---------------------------------------- | -------- | ---------------------------------------------------------------- | --------- | ---- |
| Akerkhof 22, hoek Schoolholm             | 1908     | Klooster, ontworpen door A.Th. van Elmpt                         | RM 485413 |      |
| Schoolholm 2, hoek Akerkhof              |          | Hof van Holland                                                  | GM 103234 |      |
| Schoolholm 3                             |          |                                                                  | GM 106528 |      |
| Schoolholm 4                             |          |                                                                  | GM 103235 |      |
| Schoolholm 6                             |          |                                                                  | GM 103237 |      |
| Schoolholm 8                             |          |                                                                  | GM 103238 |      |
| Schoolholm 26 en 28                      | 1931-32  | Beth Zekenim, Joods bejaardenhuis ontworpen door Kuiler & Drewes | GM 103240 |      |
| Schoolholm 30                            |          |                                                                  | GM 103241 |      |
| Gedempte Zuiderdiep 113, hoek Schoolholm |          |                                                                  | GM 102035 |      |

Achter de Muur · 
Akerkhof · 
Akerkstraat · 
Broerstraat · 
Brugstraat ·
Bruine Ruiterstraat ·
Burchtstraat · 
Butjesstraat ·
Carolieweg ·
Coehoornsingel · 
Donkersgang · 
Driften · 
Emmaplein · 
Folkingestraat · 
Folkingedwarsstraat ·
Ganzevoortsingel · 
Gasthuisstraatje ·
Gedempte Kattendiep ·
Gedempte Zuiderdiep ·
Gelkingestraat ·
Grote Kromme Elleboog ·
Grote Markt ·
Guldenstraat ·
Guyotplein ·
Haddingestraat ·
Haddingedwarsstraat ·
Hardewikerstraat ·
Hereplein · 
Herebinnensingel ·
Heresingel ·
Herestraat ·
Hoekstraat ·
Hofstraat ·
Hoge der A ·
Hoogstraatje ·
Jacobijnerstraat ·
Kleine der A ·
Kattenhage ·
Kleine Kromme Elleboog ·
't Klooster ·
Kostersgang ·
Koude Gat ·
Kreupelstraat ·
Kwinkenplein ·
De Laan ·
Lage der A ·
Lopende Diep ·
Lutkenieuwstraat ·
Marktstraat ·
Martinikerkhof ·
Munnekeholm ·
Muurstraat ·
Naberstraat ·
Nieuwe Boteringestraat ·
Nieuwe Ebbingestraat ·
Nieuwe Kerkhof ·
Nieuwe Kijk in 't Jatstraat ·
Nieuwe Markt ·
Nieuwstad ·
Noorderhaven ·
Oosterstraat ·
Ossenmarkt ·
Oude Boteringestraat ·
Oude Ebbingestraat ·
Oude Kijk in 't Jatstraat ·
Papengang ·
Pausgang · 
Pelsterstraat ·
Peperstraat ·
Poelestraat ·
Praediniussingel ·
Rademarkt ·
Radesingel ·
Reitemakersrijge ·
Rode Weeshuisstraat ·
Schoolstraat · 
Schoolholm · 
Schuitemakersstraat ·
Schuitendiep · 
Sieboldsgang · 
Singelstraat · 
Sint Jansstraat ·
Sint Walburgstraat ·
Spilsluizen ·
Stationsstraat ·
Steentilstraat ·
Stoeldraaierstraat · 
Torenstraat · 
Turfstraat ·
Turfsingel ·
Turftorenstraat ·
Ubbo Emmiussingel ·
Vismarkt ·
Visserstraat ·
Waagstraat ·
Zoutstraat ·
Zwanestraat